# 鐘鋳堰
鐘鋳堰 (かないせぎ）、あるいは鐘鋳川は、長野県長野市の用水路である。裾花幹線導水路から取水し、受益面積は40.19ha。善光寺平用水のうち最古の用水と見られ、開削は平安初期に遡るとされる。現在は善光寺平土地改良区の管轄下にあり、鐘鋳堰組合が維持管理にあたる。

## 地理
長野市妻科の鐘鋳分水工で裾花幹線導水路から分水し暫く裾花川の河岸段丘を利用して進むが、妻科神社付近から台地の末端部を回り込むようにして市街地を横断する。康楽寺付近で北上し、三輪田町で湯福川の下を通り、三輪で浅川扇状地の縁に沿って東へ向かう。現在の北長野駅付近で二分し、南流するものは北長野駅付近で北しなの線を横断した後に東流して小島用水に合流する。東流するものは明治初め頃までは浅川の下を石樋で通過し新田川に合流していたが、現在は鉄道用地になり堰筋が分断されているが浅川を鉄管で横断させて新田川に注ぐ流路は存在し、稲田地区には「鐘鋳堰」が残る。

## 歴史
鐘鋳堰の起源は明らかでないが、長野市三輪から平安初期に遡ると推定される条里遺跡が発見されており、これら条里遺跡の北限を流れる鐘鋳堰はこの水田を潤すため同時期に開発されたと考えられている。また、一遍上人絵伝には鐘鋳堰が描かれており、少なくとも鎌倉中期には遡るとされる。近世以前については詳らかでない。
松代城代の花井吉成によって裾花川改修と同時に鐘鋳堰や八幡堰が開削されたとの伝承があり、実際は裾花川の流路変更に伴う水路の大改修を行った故の伝承であろうと考えられているが、史料を欠いているため判然としない。いずれにしてもこの頃には現在の形になったとされる。松代藩支配下では道橋奉行の支配を受け、現場管理責任者として堰守 (せぎもり) が置かれ、これを妻科村の徳武家が世襲し、扶持と苗字帯刀の身分を与えられた。堰守を責任者として灌漑範囲の13ヶ村で組織された鐘鋳堰組合が管理組合として普請や取水に当たり、必要があれば寄合が召集されて合議が図られた。江戸期の鐘鋳堰組合に加盟していた13ヶ村は松代藩領妻科村 (南長野)・三輪村・﨤目村 (三輪)・桐原村・吉田村・中越村・下越村 (吉田)・北高田村・北平林村・西和田村 (古牧)・稲積村 (若槻)・幕府領権堂村・椎谷藩領問御所村 (鶴賀) で、灌漑範囲は5000石だった。
裾花川の河床低下に伴い、現在の南長野、うるおい館裏手に簗手 (やなて) を用いた堰を築いて取水した。渇水期には暮れ六つから明け六つにかけて取水し、昼間は八幡・山王堰の栗田組合が簗手を破壊し、下流の八幡・山王堰へ融通した。期間中は破壊された簗手を再び構築する必要があり、その人足と資材費は大きな負担となった。水を多く必要とする荒くれ時には下流の稲積村から上流へ順に水を融通する慣行であった。江戸時代には善光寺周辺の都市化が進んだため、塵芥の投棄や護岸の迫り出しが問題となった。また湯福川との立体交差では氾濫のたびに大量の土砂が堆積し、多大な労力を要した。
明治初期に権堂村と問御所村が組合から脱退したが、取水は従来の慣行に従って進められた。大正10年 (1921年) 頃には、裾花川のみでは水量に限界があるとして地域内の水源や犀川水利の研究が進められていた。大正13年、大旱魃により裾花川の水量が低下して八幡・山王堰組合側との水争いが発生し、裾花川水利の改善の必要性は明白となった。両用水組合の対立は昭和5年 (1930年) 12月の八幡堰対鐘鋳堰用水訴訟事件和解協定の締約まで続いた。昭和3年、善光寺平の農業用水を根本的に改良する目的で善光寺平農業水利改良期成同盟会が設置され、昭和5年に善光寺平耕地整理組合（昭和26年から土地改良区法の施行に伴い現在の善光寺平土地改良区に改称。）に改称して善光寺平土地改良事業が昭和7年から同11年まで行われた。この結果、鐘鋳堰は鉄筋コンクリート製の裾花頭首工から取水する裾花幹線導水路からの取水に転換し、現在まで続く安定的な水量を確保することとなった。

## 主要分水路
- 中沢川 - 妻科神社南方で分水し、東方へ流れて北八幡川に合流する。北条・居町・平林・高田を潤す。現在の北条地区一帯には京都の松尾神社領の今溝荘があり、平安末期に開削された。今溝の名は中沢川によると考えられている。
- 七ツ釜落し - 康楽寺南方で分水し、南流して中沢川に合流する。権堂・問御所・居町・北条を潤す。
- 松林幹線 - 三輪ガスタンク付近で分水し、南東に流れて六ヶ郷用水に合流する。三輪を潤す。堀切沢の水を流下させている。
- 三輪幹線 - 﨤目で分水し南流して北八幡川に合流する。平林を潤す。北平林村の灌漑は大部分をこの用水に頼っており、江戸時代から明治にかけて分配をめぐって問題が頻出した。宇木沢の水を流下させている。

## 呼称
江戸時代の史料には多くの表記が見られ、「かないせき」「かんねいせき」「かないせき」「鐘居堰」「かねゐせき」などがあるが、現在は「鐘鋳堰」あるいは「鐘鋳川」と呼ばれる 。鋳物生産が鐘鋳堰周辺で盛んだったためこの名前がついたとする説もあるが、「鐘鋳川」の名称が現れるのは明治時代以降であり、江戸時代には「鐘居堰」の表記が多く見られる。鐘鋳堰の旧取水口付近の両岸の字名は「鐘ヶ瀬」「居町」であり、この二つから取ったとする説がある。
長野県土地改良区の『長野県水利系統系統図索引』は「鐘鋳川」をとるが、鐘鋳堰組合が現存し、歴史的には堰と表記する史料が江戸期から明治に多く見られるため、この項目では「鐘鋳堰」を採用した。